# Carie (Antiquité)
Pour les articles homonymes, voir Carie.

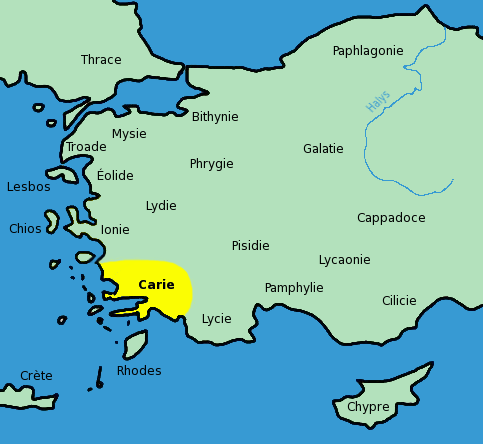
Position de la Carie en Asie mineure

Colonisation grecque de la côte Ouest de l'Anatolie

La Carie (en grec ancien Καρία / Karía) est une région historique du Sud-Ouest de l'Anatolie, située entre la Lycie à l'est, la Pisidie au nord-est, la Lydie au nord et la mer Égée au sud-ouest. Elle correspond à l'actuelle région de Bodrum dans le sud-ouest de la Turquie. Cette région a donné son nom scientifique au figuier commun, Ficus carica.

## Aperçu historique

### Origines

Les sites antiques de Carie.

À l'origine, la Carie apparaît aux XVe et XIVe siècles av. J.-C. comme un petit royaume d'abord vassal des Hittites, puis indépendant. 
Elle subit tôt l'influence grecque et utilise l'alphabet grec pour transcrire la langue carienne, idiome de la famille des langues anatoliennes déchiffrée à partir de 1981, mais dont la connaissance reste extrêmement fragmentaire. 
La côte carienne est d'abord fréquentée par les Phéniciens, puis par les Doriens qui fondent les cités de Cnide et d'Halicarnasse. Les dates traditionnelles de la fondation de Milet varient : -1077 ou -1044. La Carie devient aux VIIIe et VIIe siècles av. J.-C. vassale de la Phrygie, puis aux VIe et Ve siècles av. J.-C. de la Lydie, avant de passer en -546 sous domination perse pour être intégrée à la satrapie de Sardes. 
Milet en revanche ne s'est rendu qu'au bout de trois ans de siège : de -497 à -494. Les satrapes locaux jouissent d'une grande autonomie, comme Mausole ou sa femme Artémise II. Pour l'empire perse, Milet n'est qu'un allié ponctuel se situant à la marge de l'empire et dont le soutien n'est pas volontaire mais forcé.
En -479, après la bataille du cap Mycale, les forces navales Perses perdent le contrôle de la côte carienne avec Milet, Cnide et 
Halicarnasse, qui rejoignent ensuite la Ligue de Délos ; à l'hiver -412/-411, ont lieu la révolte et la bataille de Milet.
Alexandre le Grand conquiert la Carie en -334 avec l'aide d'Ada, détrônée par son frère et les Perses. À sa mort, elle échoit brièvement au royaume Séleucide avant d'être partagée entre deux cités-états : celle de Rhodes qui domine la côte, et celle de Cibyrrhée la Grande qui domine l'intérieur.
Des légendes, Homère dit des Cariens - qu'il différencie des Lélèges - sans jamais citer le nom de Carie - qu'ils ont une langue barbare, c'est-à-dire tout sauf grecque. Commandés par Amphimaque et Nastès, deux frères dont le père se nomme Nomion, ils envoient des troupes à Priam. Amphimaque (dont le nom signifie « qui combat de tous côtés ») sera tué par Achille, qui s'empare en trophée de son armure en or. Les Cariens, après les guerres médiques, fournissent des mercenaires aux armées grecques, et sont regardés comme de grossiers montagnards ou paysans incultes et comme des barbares - et ce jusqu'au temps de Platon, qui les caricature dans l'Euthydème, moquerie habituelle des Grecs vis-à-vis des barbares.

### Province romaine puis thème byzantin

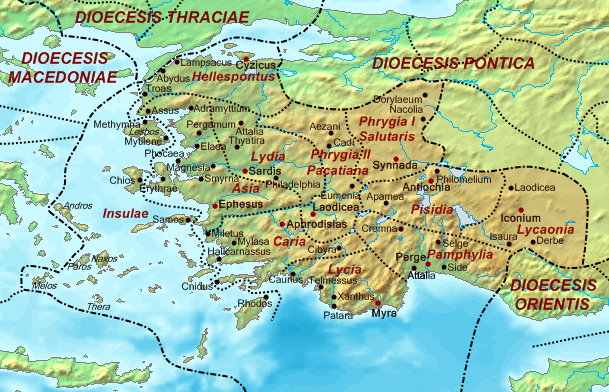
Le diocèse d'Asie vers 400.

En -130, Rome intègre la Carie occidentale à la province d'Asie (province romaine) nouvellement créée. Sous la domination romaine, la région achève de s'helléniser et se christianise au IVe siècle (la légende de Saint Nicolas de Myre, en Lycie voisine, est à l'origine du mythe du Père Noël). La Carie fournit à la flotte de l'Empire romain d'Orient bois et marins ; elle est intégrée au thème byzantin des Cibyrrhéotes.

## Province ottomane
En 1176 de notre ère, l'ancienne Carie est conquise par le Sultanat seldjoukide de Roum ("des Romains" en turc, c'est-à-dire "des byzantins") puis, à l'époque des beylicats, échoit successivement aux sultanats turcs des Mentechéïdes et, après 1390, des Ottomans. 
Petit à petit, la population carienne, devenue grecque et orthodoxe durant le premier millénaire de notre ère, devient turque et musulmane au fil des conversions (entre autres, pour éviter de payer le haraç (impôt sur les non-musulmans), et de subir le devchirmé (enlèvement des garçons pour le corps des janissaires).
Seuls les villages de pêcheurs de la côte restent grecs jusqu'en 1923, lorsqu'en application du Traité de Lausanne leurs habitants sont expulsés vers la Grèce : certains villages sont repeuplés de Turcs, d'autres  restent).

## Histoire récente
La Carie fait aujourd'hui partie des provinces turques de Muğla, Denizli et Burdur.
Pour les monuments et archéologie, les sites et vestiges sont nombreux : remparts, murailles, palestres, stades, temples (Euromos, Mylasa et Aphrodisias) et  le sanctuaire de Labranda.

## Villes
- Mylasa (Milas)
- Tralles (Aydın)
- Alabanda
- Alinda
- Amyzon
- Bargasa (en)
- Harpasa (en)
- Nysa
- Orthosia (en)
- Piginda (?)
- Halicarnasse
- Stratonicée de Carie
- Aphrodisias

- Autres sites de Carie (en)

## Personnages célèbres
- Hérodote, natif de la cité d'Halicarnasse.
- Mélancomas de Carie, pugiliste du Ier siècle, célèbre pour avoir régulièrement gagné des combats sans donner le moindre coup[6].
- Artémise Ire, Satrape d'Halicarnasse au temps de Xerxès Ier
- Chariton d'Aphrodise est un écrivain grec (sans doute du IIe siècle), natif d'Aphrodisias
- La mère de Crésus

#### Antiquité préromaine
- Proche-Orient ancien
- Royaumes antiques d'Anatolie
- Liste des villes du Proche-Orient ancien
- Hittites, Louvites, Mycènes, Chypre, Rhodes, Crète
- Royaumes néo-hittites ou syro-hittites, Fédération d'Assuwa
- Peuples de la mer, Doriens, Pamphylie, Cilicie
- Aba (Carie)
- Car (Carie), éponyme des Cariens
- Cariens (peuple)
- Carien (langue)
- Lélèges
- Achéménides, Séleucides
- Dynastie Lygdamide (en) (520-450)
- Mausolée d'Halicarnasse

#### Antiquité romaine
- Province romaine,
- Liste de voies romaines,
- Antiquité tardive, Gouverneur romain, Notitia dignitatum,
- Notitia dignitatum, Liste des diocèses de l'Empire romain tardif
- Pont romain de Nysa (en)
- Séisme de Lycie en 141 (en)
- Séisme du sud-ouest de l'Anatolie en 262 (en)